# 爽好果
爽好果(シャンライカ)は、タリーズコーヒージャパンが経営する、トゥーランドット游仙境の脇屋友詞総理長とのコラボレーションによる中国スイーツ&ドリンク専門店。
現在は完全撤退。2005年9月10日営業開始（新宿三越アルコット）、2007年1月26日営業終了。

## メニュー
ドリンクにトッピングをカスタマイズして注文する。

### ドリンク
- マンゴージュース
- 杏仁ミルクジュース
- ココナッツミルクジュース
- バナナココナッツミルクジュース
- パイン＆アップルジュース
- タロイモミルクジュース

### トッピング
- 亀ゼリー
- 愛玉子
- ニガウリゼリー
- 黒タピオカ
- 白タピオカ
- 緑豆
- 蓮の実
- 小豆
- 虎豆
- 海草ゼリー
- いちご
- バナナ
- マンゴー
- ライチ
- アロエ
- ハスマ（蛙の皮下脂肪）

## 運営されていた店舗
- 新宿三越アルコット店
  - 新宿区新宿3-29-1 新宿三越アルコット1F
- 横浜中華街チャイナスクエア店
  - 横浜市中区山下町144 チャイナスクエア1F

## 参考
1. ↑  タリーズコーヒーの新業態は中華風ドリンクの「爽好果」。